# Atlapetes
Atlapetes – rodzaj ptaków z rodziny pasówek (Passerellidae).

## Występowanie
Rodzaj obejmuje gatunki występujące w Meksyku, Ameryce Centralnej i Południowej.

## Morfologia
Długość ciała 14,5–21 cm, masa ciała 16–43,4 g.

## Systematyka

### Etymologia
Nazwa rodzajowa jest połączeniem imienia Atlas, w mitologii greckiej tytana, który został zamieniony w górę, oraz greckiego słowa πετης petēs – „lotnik” (πετομαι petomai – „latać”).

### Gatunek typowy
Atlapetes pileatus Wagler

### Podział systematyczny
Do rodzaju należą następujące gatunki:

- Atlapetes pileatus Wagler, 1831 – zaroślak żółtobrzuchy
- Atlapetes albinucha (d’Orbigny & Lafresnaye, 1838) – zaroślak białołbisty
- Atlapetes tibialis (Lawrence, 1864) – goleńczyk ciemny – takson przeniesiony z Pselliophorus[8][9]
- Atlapetes luteoviridis (Griscom, 1924) – goleńczyk żółto-zielony – takson przeniesiony z Pselliophorus[8][9]
- Atlapetes personatus (Cabanis, 1849) – zaroślak maskowy
- Atlapetes forbesi Morrison, 1947 – zaroślak czarnooki
- Atlapetes melanolaemus (P.L. Sclater & Salvin, 1879) – zaroślak czarnobrody
- Atlapetes melanopsis Valqui & Fjeldså, 2002 – zaroślak inkaski
- Atlapetes canigenis Chapman, 1919 – zaroślak popielaty
- Atlapetes terborghi Remsen, 1993 – zaroślak złotobrzuchy
- Atlapetes albofrenatus (Boissonneau, 1840) – zaroślak wąsaty
- Atlapetes melanocephalus (Salvin & Godman, 1880) – zaroślak czarnogłowy
- Atlapetes semirufus (Boissonneau, 1840) – zaroślak rudawy
- Atlapetes rufinucha (d’Orbigny, 1837) – zaroślak rudołbisty
- Atlapetes fulviceps (d’Orbigny & Lafresnaye, 1838) – zaroślak żółtowąsy
- Atlapetes citrinellus (Cabanis, 1883) – zaroślak żółtobrewy
- Atlapetes albiceps (Taczanowski, 1884) – zaroślak białolicy
- Atlapetes leucopis (P.L. Sclater & Salvin, 1878) – zaroślak okularowy
- Atlapetes flaviceps Chapman, 1912 – zaroślak oliwkowy
- Atlapetes fuscoolivaceus Chapman, 1914 – zaroślak ciemnogłowy
- Atlapetes rufigenis (Salvin, 1895) – zaroślak rdzawouchy
- Atlapetes tricolor (Taczanowski, 1875) – zaroślak czarnolicy
- Atlapetes schistaceus (Boissonneau, 1840) – zaroślak ciemny
- Atlapetes pallidinucha (Boissonneau, 1840) – zaroślak rdzawoczelny
- Atlapetes latinuchus (Du Bus, 1855) – zaroślak zmienny
- Atlapetes leucopterus (Jardine, 1856) – zaroślak białoskrzydły
- Atlapetes pallidiceps (Sharpe, 1900) – zaroślak ekwadorski
- Atlapetes blancae Donegan, 2007 – zaroślak kolumbijski
- Atlapetes seebohmi (Taczanowski, 1883) – zaroślak peruwiański
- Atlapetes nationi (P.L. Sclater, 1881) – zaroślak rdzawobrzuchy